# Universidad Nacional Casimiro Sotelo Montenegro
La Universidad Nacional Casimiro Sotelo Montenegro es un centro de educación superior público de  Nicaragua fundado el 18 de agosto de 2023.
Nombrada en homenaje a Casimiro Sotelo Montenegro, joven líder del movimiento estudiantil universitario y presidente del "Centro Estudiantil Universitario de la Universidad Centroamericana" (CEUUCA) en los años 60 del siglo XX que se rebeló contra el régimen somocista, tenía apenas 23 años cuando fue asesinado el 4 de noviembre de 1967.
Se ubica en la Avenida Universitaria, de la capital Managua. De hecho, ocupa los edificios de la clausurada Universidad Centroamericana (UCA) luego de su confiscación por el gobierno.

## Historia
El 15 de agosto de 2023 la Universidad Centroamericana recibió una notificación judicial en la que se ordenaba la incautación de la universidad, con lo cual esta cerró sus operaciones. El 18 de agosto de 2023, mediante un comunicado escrito y una transmisión en vivo, se declaró la creación de la institución Casimiro Sotelo Montenegro.

## Áreas del Conocimiento

### Ciencias Económicas y Administrativas
- Economía
- Contaduría Pública y Auditoría
- Finanzas
- Marketing
- Administración de Empresas

### Ciencia y Tecnología
- Arquitectura
- Ingeniería Civil
- Ingeniería Industrial
- Ingeniería Ambiental
- Ingeniería en Sistemas de la Información

### Educación y Humanidades
- Comunicación
- Derecho
- Psicología
- Diseño Gráfico
- Enseñanza de Inglés como segunda lengua

## Oferta académica de posgrado y formación continua
Maestrías
Especializaciones
Diplomados y Cursos de Formación Continua

## Autoridades
Msc. Alejandro Genet Cruz /
Rector
Dra. Luz Marina Ortiz Narváez /
Vicerrectora General
Msc. Moisés Ignacio Palacios /
Secretario General